# Symphysodon discus
El discus (Symphysodon discus) és una espècie de peix de la família dels cíclids i de l'ordre dels perciformes. És una de les dues espècies del gènere Symphysodon.

## Morfologia
Els mascles poden assolir els 20 cm de longitud total. L'aspecte típic del Disc és el d'un peix aplanat pels seus laterals i d'un aspecte arrodonit. La seva coloració és molt variable, en els exemplars salvatges es ressalten els marrons, verds, blaus. Els altres colors (Blue Diamond, Pigeon, Cobalt, Marlboro, Vermell-Turquesa, Melon, Snow Withe, Red Map, etc.) són hibridacions les quals són les més freqüents en botigues especialitzades.

## Hàbitat i distribució geogràfica
És una espècie de clima tropical entre 28-32 °C de temperatura. Si bé són oriünds de la conca del riu Amazones, s'estenen des del Perú fins a Brasil, preferint llacunes i rierols secundaris, on no hi hagi corrents forts. Són peixos d'aigües negres (color té). Prefereixen zones amb gran quantitat de troncs, arrels i plantes que serveixin de refugi. El pH dels Discos Salvatges ronda entre 5.0 i 6.0, prefereixen aigües toves amb (1-3 ºGH).

## Alimentació
Els exemplars nascuts en captivitat mengen sovint menjar sec en grànuls, però prefereixen el menjar congelat o les farinetes casolanes fetes amb cor de vedella i vegetals, artèmia, i de vegades poden arribar a menjar algunes plantes aquàtiques. Els discos salvatges mengen cucs, crustacis, insectes i matèria vegetal. Amb el temps poden arribar a menjar el mateix que els exemplars en captivitat encara que resulta molt difícil l'adaptació a aliments comercials liofilitzats.